# Sicyopterus caeruleus
Sicyopterus caeruleus es una especie de pez de la familia de los Gobiidae en el orden de los Perciformes.

## Morfología
Los machos pueden llegar a alcanzar los 9,9 cm de longitud total.

## Hábitat
Es un pez de Agua dulce, de clima tropical y demersal.

## Distribución geográfica
Se encuentra en Oceanía: Islas Marquesas.

## Observaciones
Es inofensivo para los humanos.